# The Sopranos
Els Soprano (en anglès The Sopranos) és una sèrie de televisió nord-americana creada i produïda per David Chase. La sèrie es va estrenar als Estats Units el 10 de gener de 1999 pel canal de televisió per cable HBO, que la va emetre ininterrompudament fins al seu desenllaç, el 10 de juny de 2007, després de sis temporades i 86 episodis.
La trama de la sèrie gira entorn del mafiós de Nova Jersey Tony Soprano (James Gandolfini) i les dificultats que enfronta tant en la seva llar com en l'organització criminal que dirigeix. Al seu torn, la sèrie també centra la història en els personatges propers a Tony, especialment la seva esposa Carmela (Edie Falco) i el seu nebot i protegit Christopher Moltisanti (Michael Imperioli).